# Cherokee megye (Iowa)
Cherokee megye az Amerikai Egyesült Államokban, azon belül Iowa államban található. Lakosainak száma 11 658 fő (2020. április 1.). Cherokee megye O’Brien, Ida, Sac, Plymouth, Clay, Buena Vista, Woodbury és Sioux megyékkel határos.

## Népesség
A megye népessége az elmúlt években az alábbi módon változott:
| Lakosok száma | 12 130 | 12 047 | 11 992 | 11 945 | 11 574 | 11 658 |
|               | 2010   | 2011   | 2012   | 2013   | 2015   | 2020   |